# Jaro (Iloilo City)
Jaro (sprich: Haro) ist einer der sechs Stadtbezirke von Iloilo City, Hauptstadt der gleichnamigen Provinz im südlichen Teil der Insel Panay. Ursprünglich entstand der Ort als malaiische Siedlung im späten Mittelalter am Munde des Jaro Flusses. Das Dorf führte schon damals direkte Handelskontakte mit China, Indien und Siam (Thailand). 1584 wurde Jaro als spanische Stadtgemeinde gegründet. Der Name des Ortes änderte sich mehrmals von Salog zu Saro bis zum heutigen Begriff Jaro.
Während der spanischen Kolonialzeit auf den Philippinen galt Jaro als blühendes Handelszentrum von Visaya und wurde als die reichste Stadtgemeinde der gesamten spanischen Kolonie anerkannt (1584–1886). Anfang des 17. Jahrhunderts überfielen Niederländer den Ort. 1886 wurde Jaro als Stadt neugegründet und war damals schon wirtschaftlich fortgeschritten im Vergleich zu anderen Städten in der Kolonie. 1937 wurde Jaro schließlich zusammen mit der Hafenstadt Iloilo und 4 weiteren Stadtgemeinden, der neuen Stadt Iloilo City zugeordnet.
Zentrum des heutigen Bezirks ist der Jaro Plaza, wo sich auch die St. Elisabeth Kathedrale (1834) und der berühmte Glockenturm befinden. Der Bezirk ist auch für seine kulturellen Denkmäler sowie die vielen Kolonialhäuser aus der spanischen Kolonialzeit als Kulturzentrum bekannt. Jaro gilt auch als Heimat zahlreicher philippinischer Großindustriellen wie die Sippen von Lopez, Sarabia, Jalandoni, Montinola und Ledesma. Bis heute finden sich immer noch viele Industrieanlagen. Jaro verfügt heute über eine Universität und etliche Fachhochschulen. Jährlich wird hier am 2. Oktober das Fest der Nuestra Señora de la Candelaria, der Schützpatronin der Westlichen Visayas gefeiert sowie der Graciano Lopez Jaena Day am 19. Januar.
Jaro ist außerdem Sitz des Erzbistums Jaro.

## Persönlichkeiten
- Rafael Hechanova (1928–2021), Basketballspieler